# عزيز أباد (دلفان)
عزيز أباد (بالفارسية: عزیزآباد) هي قرية تقع في قسم ايتيوند الشمالي الريفي (مقاطعة دلفان) في إيران. يقدر عدد سكانها بـ 52 نسمة بحسب إحصاء 2016.